# Смирнов, Константин Васильевич
Константин Васильевич Смирнов — советский хозяйственный, государственный и политический деятель, Герой Социалистического Труда.

## Биография
Родился в 1919 году в деревне Первушино. Член КПСС с 1952 года.
Участник Великой Отечественной войны, партизан в оккупированной Белорусской ССР. С 1944 года — на хозяйственной, общественной и политической работе. В 1944—1979 гг. — председатель колхоза имени В. И. Ленина, председатель колхоза имени Георгия Димитрова Толочинского района Витебской области.
Указом Президиума Верховного Совета СССР от 30 апреля 1966 года присвоено звание Героя Социалистического Труда с вручением ордена Ленина и золотой медали «Серп и Молот».
Избирался депутатом Верховного Совета Белорусской ССР 7-го созыва.
Делегат XXIII съезда КПСС.
Умер в Толочинском районе в 1982 году.